# Янку, Микель
Микель Андреа Янку (алб. Mikel Andrea Janku; 25 декабря 1941, Тирана — 10 января 2019) — албанский футболист, выступавший на позиции вратаря за клуб «Партизани» и сборную Албании. Майор ВВС Албании.

## Биография

### Военная служба и клубная карьера
Микель Янку родился 25 октября 1941 года. Учился в военном университете Скандербега на военного лётчика, на третьем курсе впервые освоил истребитель Як-18. В июле 1958 года был направлен на учёбу в СССР, прибыв на пароходе «Беллостров» в Одессу. В 1958—1961 годах он проучился в нескольких военных училищах СССР: сначала в авиационном планёрном училище ВДВ города Пугачёв Саратовской области (первый год), затем в том же училище в Сызрани (второй год), а после в военном авиационном училище лётчиков имени А. К. Серова в городе Батайск Ростовской области (третий год). Болел за ростовский СКА. По окончании получил квалификацию пилота вертолёта. Неоднократно совершал учебные полёты над Волгой и Доном, а также прыгал с парашютом.
Футболом он заинтересовался ещё во время учёбы, его первым учителем и тренером стал учитель физкультуры Исмет Беллова, с которым Микель сохранял дружеские отношения до конца жизни. На родину Янку вернулся в конце августа 1961 года: ожидалось, что вслед за вернувшимися курсантами в страну доставят вертолёты Ми-4, которые им предстояло осваивать, но машины так и не доставили. В 1962 году после Военной спартакиады, прошедшей в Тиране, желавший выступать за футбольный клуб «Партизани» Янку получил соответствующее разрешение от Министерства обороны. Так он стал играть за «Партизани», ворота которых защищал представлял в 1962—1969 годах на протяжении всей своей карьеры. Его дебют состоялся в апреле 1962 года, когда травму перед матчем на Кубок освобождения получил основной вратарь Сулейман Маликати. В сентябре 1962 года он впервые вышел в матче на Кубок европейских чемпионов против «Норрчёпинга», заменив всё того же Сулеймана Маликати, получившего травму по ходу встречи. Основным вратарём он стал в сентябре 1964 года, когда ветеран Маликати ушёл из команды окончательно.
В клубе Янку был капитаном команды. Он неоднократно выступал в еврокубковых турнирах, познакомившись с такими игроками, как Джордж Бест, Ханс Тильковски и Франц Беккенбауэр. На становление Янку как вратаря оказал большое влияние тренер «Партизани» и сборной Албании Лоро Боричи, однако именно при нём завершилась и игровая карьера Янку. Ему предложили продолжить карьеру в клубе «Фламуртари» во Влёре при условии трудоустройства в качестве преподавателя в лётное училище, однако за отсутствием лётной практики Янку отказался от этого предложения.

### Карьера в сборной
В декабре 1963 года Янку выступал в составе сборной Албании, представленной клубом «Партизани» в Спартакиаде дружественных армий во Вьетнаме. До Вьетнама команда добиралась через СССР с остановками в Москве и Иркутске, а затем провела сборы в китайском Наньнине. На групповом этапе команда обыграла Болгарию (софийский ЦСКА, 2:1) и Венгрию («Гонвед», 4:0), в четвертьфинале обыграла команду ГДР («Форвертс», 3:1), а в полуфинале — снова Венгрию (1:0). В финале сборной Албании предстояло играть против сборной СССР, составленной на основе ЦСКА, однако к тому моменту между СССР и Албанией были разорваны отношения, что могло накалить обстановку. Сам матч завершился победой сборной СССР со счётом 2:0 в дополнительное время, а после игры министр обороны Вьетнама поблагодарил обе команды за игру. Обратно команда добиралась через Китай, СССР и Венгрию, вернувшись домой 20 января 1964 года из Будапешта в Тирану.
За сборную Албании Янку играл в 1964—1967 годах. Дебютную игру провёл 24 мая 1964 года против сборной Нидерландов (поражение 0:2). Всего сыграл 9 матчей за сборную Албании, последнюю игру провёл 14 мая 1967 года против сборной Югославии (поражение 0:2). Также сыграл 22 марта 1967 года один матч за молодёжную сборную против сверстников из Болгарии (победа 2:0).

### Стиль игры
Несмотря на то, что Микель Янку не был высоким вратарём, он отличался гибкостью и невероятной ловкостью по тем временам. Он смело выходил из ворот, выигрывая борьбу в воздухе. Бросал он обычно левой рукой, а бил правой ногой. Какое-то время он играл с белым браслетом, который носил после перенесённой им травмы.

### Вне футбола
После завершения игровой карьеры Янку стал одним из руководителей клуба «Партизани» и помощником Колеца Края, также работавшего в структуре команды. Также он стал газетным обозревателем и радиокомментатором, талант которого открыл спортивный журналист Ахмет Шкарри, комментировавший на телевидении матчи вместе с Лиримом Залла. В 1980-е годы Янку вёл радиопередачу «От одной игры к другой» (алб. Nga njëra ndeshje tek tjetra) на Радио Тирана. Вместе с Фатмиром Мнери и Анди Бушати он учредил газету Sport Ekspres, в которой работал долгое время. Свободно владел русским языком. Лауреат премии «Честь албанского футбола» (алб. Nderi i Futbollit Shqiptar).
Трое его братьев Вирджил, Агим и Владимир также были футболистами клуба «Партизани». Супруга — Сандра (в браке с 1966 года), двое детей. Один из них, Альбано — инженер-строитель, в прошлом футболист-любитель. Микель Янку к 1967 году имел звание лейтенанта, когда воинские звания в армии были отменены, а в 1990 году после восстановления системы воинских званий получил звание майора ВВС Албании и соответствующую пенсию.
Скончался 10 января 2019 года после тяжёлой болезни.

## Достижения
- Чемпион Албании: 1962/1963, 1963/1964[8]